# Llista de participants al Tour de França de 2005
En el Tour de França de 2005, 93a edició del Tour de França, hi van prendre part vint-i-un equips. Van sortir 189 ciclistes, dels quals van acabar la cursa 155.

## Llista de participants
Nota: R Abandona durant l'etapa, NP no inicia l'etapa, FT fora de control, EX expulsat, DSQ Desqualificat
| Discovery Channel Team         | Discovery Channel Team         | Discovery Channel Team         | Fassa Bortolo         | Fassa Bortolo             | Fassa Bortolo         | Bouygues Télécom   | Bouygues Télécom       | Bouygues Télécom   |
| ------------------------------ | ------------------------------ | ------------------------------ | --------------------- | ------------------------- | --------------------- | ------------------ | ---------------------- | ------------------ |
| 1                              | Lance Armstrong                | 1                              | 71                    | Fabian Cancellara         | 128                   | 141                | Didier Rous            | 82                 |
| 2                              | José Azevedo                   | 30                             | 72                    | Lorenzo Bernucci          | 62                    | 142                | Walter Beneteau        | 68                 |
| 3                              | Manuel Beltrán                 | R                              | 73                    | Claudio Corioni           | R                     | 143                | Laurent Brochard       | 28                 |
| 4                              | George Hincapie                | 14                             | 74                    | Mauro Facci               | 144                   | 144                | Pierrick Fédrigo       | 46                 |
| 5                              | Benjamín Noval                 | 107                            | 75                    | Joan Antoni Flecha        | 73                    | 145                | Anthony Geslin         | 97                 |
| 6                              | Pavel Padrnos                  | 95                             | 76                    | Dario Frigo               | EX                    | 146                | Laurent Lefèvre        | 117                |
| 7                              | Iaroslav Popòvitx              | 12                             | 77                    | Massimo Giunti            | 80                    | 147                | Jérôme Pineau          | 43                 |
| 8                              | José Luis Rubiera              | 35                             | 78                    | Volodímir Hústov          | 104                   | 148                | Matthieu Sprick        | 120                |
| 9                              | Paolo Savoldelli               | 25                             | 79                    | Kim Kirchen               | R                     | 149                | Thomas Voeckler        | 124                |
| T-Mobile Team                  | T-Mobile Team                  | T-Mobile Team                  | Saunier Duval-Prodir  | Saunier Duval-Prodir      | Saunier Duval-Prodir  | Lampre-Caffita     | Lampre-Caffita         | Lampre-Caffita     |
| 11                             | Jan Ullrich                    | 3                              | 81                    | Juan Manuel Gárate        | 66                    | 151                | Eddy Mazzoleni         | 13                 |
| 12                             | Giuseppe Guerini               | 20                             | 82                    | Rubens Bertogliati        | 92                    | 152                | Gianluca Bortolami     | R                  |
| 13                             | Matthias Kessler               | 57                             | 83                    | David Cañada              | 63                    | 153                | Salvatore Commesso     | 101                |
| 14                             | Andreas Klöden                 | R                              | 84                    | Nicolas Fritsch           | R                     | 154                | Gerrit Glomser         | R                  |
| 15                             | Daniele Nardello               | 55                             | 85                    | José Á. Gómez Marchante   | R                     | 155                | David Loosli           | 99                 |
| 16                             | Stephan Schreck                | 86                             | 86                    | Chris Horner              | 33                    | 156                | Ievgueni Petrov        | EX                 |
| 17                             | Óscar Sevilla                  | 18                             | 87                    | Leonardo Piepoli          | 23                    | 157                | Daniele Righi          | 110                |
| 18                             | Tobias Steinhauser             | 81                             | 88                    | Manuel Quinziato          | 131                   | 158                | Alessandro Spezialetti | R                  |
| 19                             | Aleksandr Vinokúrov            | 5                              | 89                    | Constantino Zaballa       | R                     | 159                | Gorazd Štangelj        | 87                 |
| Team CSC                       | Team CSC                       | Team CSC                       | Liberty Seguros-Würth | Liberty Seguros-Würth     | Liberty Seguros-Würth | Team Gerolsteiner  | Team Gerolsteiner      | Team Gerolsteiner  |
| 21                             | Ivan Basso                     | 2                              | 91                    | Roberto Heras             | 45                    | 161                | Georg Totschnig        | 26                 |
| 22                             | Kurt-Asle Arvesen              | 89                             | 92                    | Joseba Beloki             | 75                    | 162                | Robert Förster         | 151                |
| 23                             | Bobby Julich                   | 17                             | 93                    | Alberto Contador          | 31                    | 163                | Sebastian Lang         | 65                 |
| 24                             | Giovanni Lombardi              | 118                            | 94                    | Allan Davis               | 84                    | 164                | Levi Leipheimer        | 6                  |
| 25                             | Luke Roberts                   | 102                            | 95                    | Igor González de Galdeano | R                     | 165                | Michael Rich           | 130                |
| 26                             | Carlos Sastre                  | 21                             | 96                    | Jörg Jaksche              | 16                    | 166                | Ronny Scholz           | 91                 |
| 27                             | Nicki Sørensen                 | 71                             | 97                    | Luis León Sánchez         | 108                   | 167                | Fabian Wegmann         | 79                 |
| 28                             | Jens Voigt                     | R                              | 98                    | Marcos Serrano            | 40                    | 168                | Peter Wrolich          | 146                |
| 29                             | David Zabriskie                | R                              | 99                    | Ángel Vicioso             | 64                    | 169                | Beat Zberg             | 93                 |
| Illes Balears-Caisse d'Epargne | Illes Balears-Caisse d'Epargne | Illes Balears-Caisse d'Epargne | Crédit Agricole       | Crédit Agricole           | Crédit Agricole       | Française des Jeux | Française des Jeux     | Française des Jeux |
| 31                             | Francisco Mancebo              | 4                              | 101                   | Christophe Moreau         | 11                    | 171                | Bradley McGee          | 105                |
| 32                             | José Luis Arrieta              | 74                             | 102                   | László Bodrogi            | 119                   | 172                | Sandy Casar            | 29                 |
| 33                             | David Arroyo                   | 53                             | 103                   | Pietro Caucchioli         | 36                    | 173                | Baden Cooke            | 142                |
| 34                             | Daniel Becke                   | 152                            | 104                   | Patrice Halgand           | 52                    | 174                | Carlos Da Cruz         | 76                 |
| 35                             | Isaac Gálvez                   | R                              | 105                   | Sébastien Hinault         | 115                   | 175                | Bernhard Eisel         | 143                |
| 36                             | José Vicente García            | 148                            | 106                   | Thor Hushovd              | 116                   | 176                | Philippe Gilbert       | 70                 |
| 37                             | Vladímir Karpets               | 50                             | 107                   | Sébastien Joly            | 106                   | 177                | Thomas Lövkvist        | 61                 |
| 38                             | Alejandro Valverde             | R                              | 108                   | Andrei Kàixetxkin         | 19                    | 178                | Christophe Mengin      | R                  |
| 39                             | Xabier Zandio                  | 22                             | 109                   | Jaan Kirsipuu             | R                     | 179                | Francis Mourey         | 94                 |
| Davitamon-Lotto                | Davitamon-Lotto                | Davitamon-Lotto                | Liquigas-Bianchi      | Liquigas-Bianchi          | Liquigas-Bianchi      | Domina Vacanze     | Domina Vacanze         | Domina Vacanze     |
| 41                             | Robbie McEwen                  | 134                            | 111                   | Stefano Garzelli          | 32                    | 181                | Serhí Hontxar          | R                  |
| 42                             | Mario Aerts                    | 112                            | 112                   | Michael Albasini          | 145                   | 182                | Alessandro Bertolini   | 113                |
| 43                             | Christophe Brandt              | 56                             | 113                   | Magnus Bäckstedt          | R                     | 183                | Alessandro Cortinovis  | 98                 |
| 44                             | Cadel Evans                    | 8                              | 114                   | Kjell Carlström           | 141                   | 184                | Angelo Furlan          | R                  |
| 45                             | Axel Merckx                    | 39                             | 115                   | Dario David Cioni         | 54                    | 185                | Andrí Hrivko           | 78                 |
| 46                             | Fred Rodriguez                 | 132                            | 116                   | Mauro Gerosa              | 137                   | 186                | Maksim Iglinski        | 37                 |
| 47                             | Léon van Bon                   | R                              | 117                   | Marcus Ljungqvist         | 125                   | 187                | Jörg Ludewig           | 38                 |
| 48                             | Johan Vansummeren              | 136                            | 118                   | Luciano Pagliarini        | R                     | 188                | Rafael Nuritdinov      | 147                |
| 49                             | Wim Vansevenant                | 154                            | 119                   | Franco Pellizotti         | 47                    | 189                | Alessandro Vanotti     | 133                |
| Rabobank                       | Rabobank                       | Rabobank                       | Cofidis               | Cofidis                   | Cofidis               | Euskaltel-Euskadi  | Euskaltel-Euskadi      | Euskaltel-Euskadi  |
| 51                             | Denís Ménxov                   | 85                             | 121                   | Stuart O'Grady            | 77                    | 191                | Iban Mayo              | 60                 |
| 52                             | Michael Boogerd                | 24                             | 122                   | Stéphane Augé             | 121                   | 192                | Iker Camaño            | 69                 |
| 53                             | Erik Dekker                    | 109                            | 123                   | Frédéric Bessy            | 129                   | 193                | Unai Etxebarria        | 150                |
| 54                             | Karsten Kroon                  | 135                            | 124                   | Sylvain Chavanel          | 58                    | 194                | Iker Flores            | 155                |
| 55                             | Gerben Löwik                   | R                              | 125                   | Thierry Marichal          | 127                   | 195                | David Herrero          | R                  |
| 56                             | Joost Posthuma                 | 83                             | 126                   | David Moncoutié           | 67                    | 196                | Iñaki Isasi            | 122                |
| 57                             | Michael Rasmussen              | 7                              | 127                   | Janek Tombak              | 153                   | 197                | Iñigo Landaluze        | 100                |
| 58                             | Marc Wauters                   | 140                            | 128                   | Cédric Vasseur            | 44                    | 198                | Egoi Martínez          | 48                 |
| 59                             | Pieter Weening                 | 72                             | 129                   | Matthew White             | 123                   | 199                | Haimar Zubeldia        | 15                 |
| Phonak Hearing Systems         | Phonak Hearing Systems         | Phonak Hearing Systems         | Quick Step-Innergetic | Quick Step-Innergetic     | Quick Step-Innergetic | AG2R Prévoyance    | AG2R Prévoyance        | AG2R Prévoyance    |
| 61                             | Santiago Botero                | 51                             | 131                   | Tom Boonen                | R                     | 201                | Jean-Patrick Nazon     | R                  |
| 62                             | Bert Grabsch                   | 103                            | 132                   | Wilfried Cretskens        | R                     | 202                | Mikel Astarloza        | 27                 |
| 63                             | José Enrique Gutiérrez         | 49                             | 133                   | Kevin Hulsmans            | R                     | 203                | Sylvain Calzati        | R                  |
| 64                             | Robert Hunter                  | R                              | 134                   | Servais Knaven            | 149                   | 204                | Samuel Dumoulin        | 114                |
| 65                             | Nicolas Jalabert               | 138                            | 135                   | Michael Rogers            | 41                    | 205                | Simon Gerrans          | 126                |
| 66                             | Floyd Landis                   | 9                              | 136                   | Patrik Sinkewitz          | 59                    | 206                | Stéphane Goubert       | 34                 |
| 67                             | Alexandre Moos                 | 42                             | 137                   | Bram Tankink              | 111                   | 207                | Iuri Krivtsov          | 90                 |
| 68                             | Óscar Pereiro                  | 10                             | 138                   | Guido Trenti              | 139                   | 208                | Nicolas Portal         | 88                 |
| 69                             | Steve Zampieri                 | R                              | 139                   | Stefano Zanini            | R                     | 209                | Ludovic Turpin         | 96                 |